# Pulau Payung Kecil
Pulau Payung Kecil är en ö i Indonesien.   Den ligger i provinsen Banten, i den västra delen av landet, 60 km nordväst om huvudstaden Jakarta.